# サン＝ジロン
サン＝ジロン （Saint-Girons、オック語:Sent Gironç）は、フランス、オクシタニー地域圏、アリエージュ県のコミューン。

## 地理
市街は山や高原、丘陵とは対比をなす盆地にある。大西洋と地中海に挟まれているため、古代にサン＝ジロンからピレネー山脈のふもとへは塩の道が通じていた。現在のサン＝ジロンは、フランスのアキテーヌ南部とスペインのカタルーニャ北部とを結ぶ道路上にある。

## 歴史

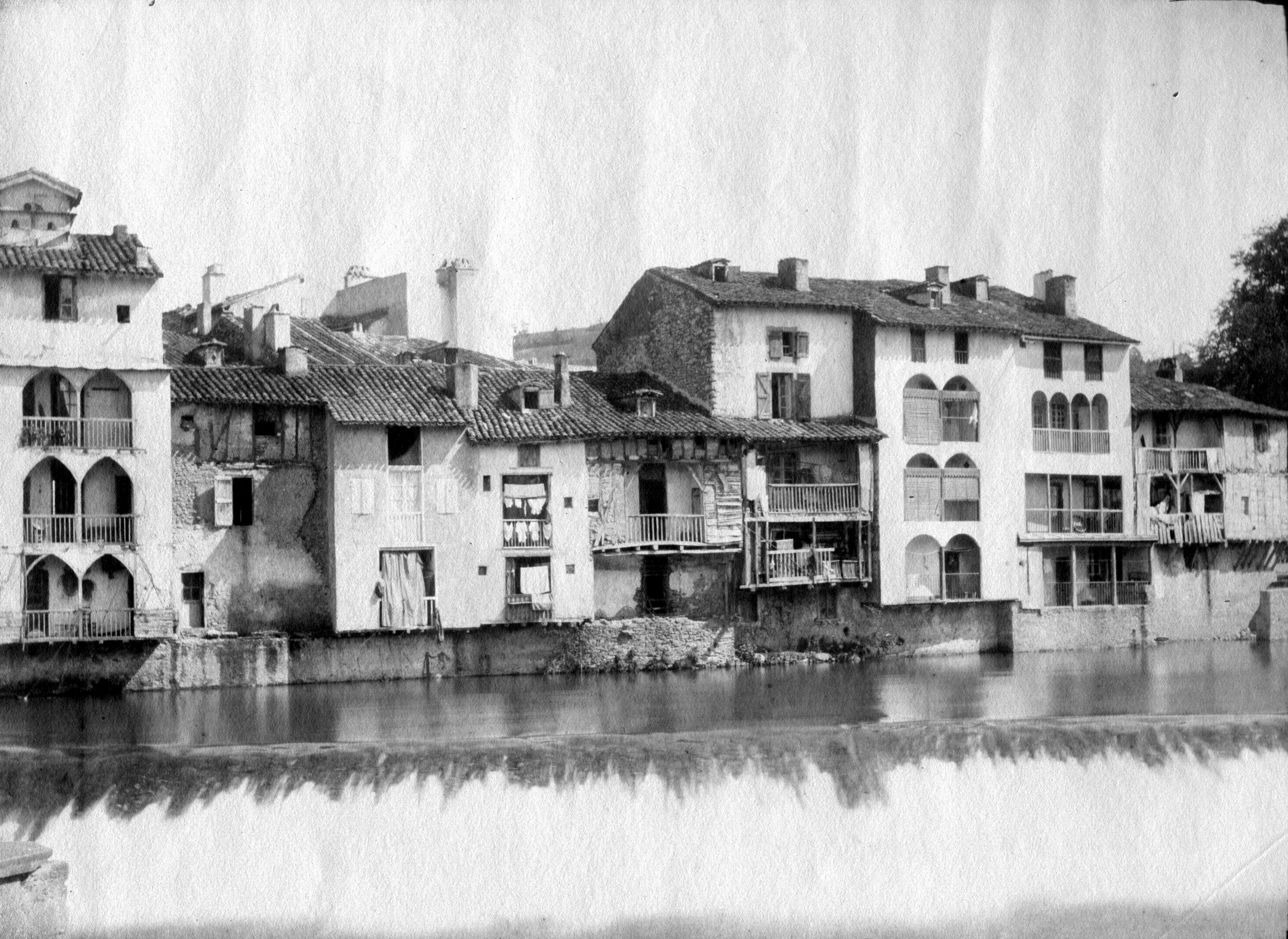
1882年に撮影されたサラ川右岸のサン＝ジロン

まちができたのは相対的に後だが、その歴史はローマ人がつくった近郊のコミューン、サン＝リジエと切り離すことはできない。軍事上の要所であったため、ローマ人はLugdunum Consoranorumという名のまちをつくったのである。ピレネー山麓にいたガリア系のコンソランニ族がそこの市民であった。またこのまちは1789年まで司教座が置かれていた。逆に、サラ川沿いのサン＝ジロンの位置は長い間知られていなかった。サン＝リジエの聖なる木（fr）は現在のサン＝ジロンの中にあり、リュク地区はLucusにちなんでいる。1905年、古い駅周辺の土の中からガロ＝ローマ時代の葬式に利用されたCippus（死者を悼む碑文を刻んだ柱）が見つかった。それはPrimillice家のPompeiaという若い女性に捧げる碑文だった。彼女はサン＝リジエの知事の娘であった。
約1100年頃サン＝ジロンがまちとみなされるようになったあと、西洋は大きな変化を体験した最初の千年紀を迎えていた。キリスト教は迫害されず、経済的にも人口統計上も発展していった。前世紀に山に隠れ信仰を守ってきた人たちは他との往来が少なく、その子孫たちは平野やまちへ下りて行き、新しいまちをつくることもあった。13世紀、市街がサラ川の対岸に広がり新たな地区ヴィルヌーヴが誕生した。まちは城壁に囲まれて徐々に大きくなっていった。
19世紀、まちは城壁を大通りに変えていった。まちにサン＝ジロン駅ができて鉄道が開通すると、ブッサン-サン＝ジロン線にトゥールーズ-バイヨンヌ間の路線がつながった。路線は隣接県に接続するようつくられていた。フォワやルズ川谷、カスティヨンに向かって丘を登る他の路線である。サラ川谷を通るよう建設された線もあった。この路線はピレネー山脈中のサラウ・トンネルを通ってスペインまで接続される必要があった。
1960年代、トゥールーズへの旅客輸送が終了、1970年代に貨物輸送が終了した。その後道路輸送が鉄道輸送を引き継いだ。往時の姿を残しているのは現在も残る駅舎だけである。サン＝ジロンにやってきた貨物列車が運んだのは、レダールの製紙工場に運ぶ木材であった。この産業は19世紀に地元有数のものであったが、2008年に工場は閉鎖された。

## 人口統計
| 1962年 | 1968年 | 1975年 | 1982年 | 1990年 | 1999年 | 2006年 |
| ------ | ------ | ------ | ------ | ------ | ------ | ------ |
| 7368   | 7971   | 8130   | 7260   | 6596   | 6254   | 6533   |

参照元 = Cassiniと INSEE,

## 姉妹都市
- スルト、スペイン
- アルベーゼ・コン・カッサーノ、イタリア
  - 1995年のツール・ド・フランスで事故死したファビオ・カサルテッリの出身地。サン=ジロンをスタートするステージで事故は起こった。